# San Carlos (Nicaragua)
San Carlos is een relatief kleine havenstad aan het Meer van Nicaragua in het zuidoosten van Nicaragua, dicht bij de grens met Costa Rica. Het is de hoofdstad van het departement Río San Juan. De stad is door Spanjaarden als handelskolonie gesticht in 1550.
In 2015 had de gemeente (municipio) 51.000 inwoners, waarvan ongeveer één derde in urbaan gebied (área de residencia urbano) woont.

## Internationale relaties

### Stedenband met Groningen

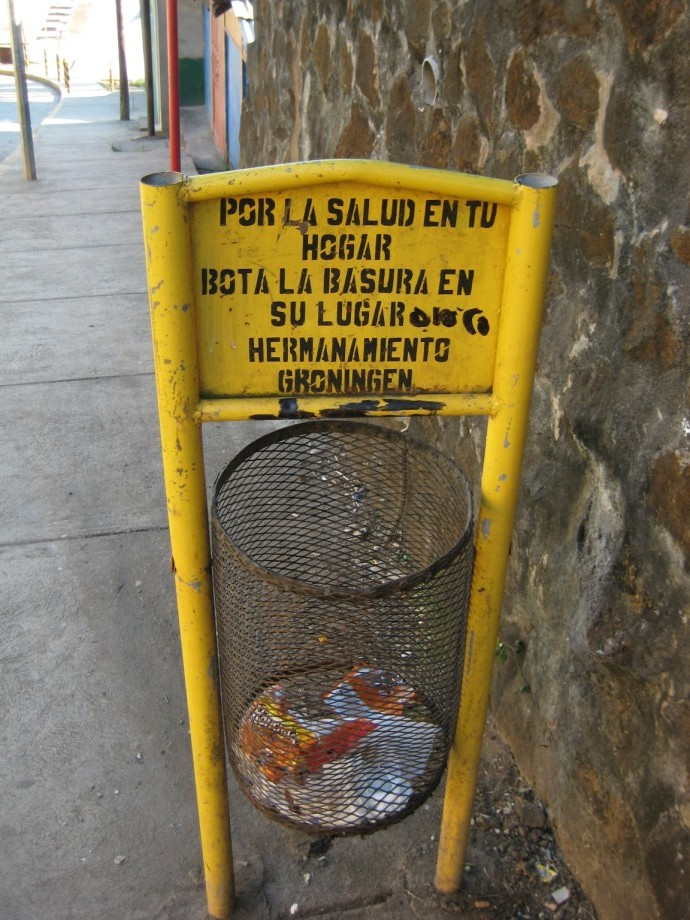
Afvalbak in San Carlos uit Groningen

De stad San Carlos heeft al sinds de jaren 80 een stedenband met de Nederlandse gemeente Groningen. De stedenband onderhoudt de relatie tussen beide steden door kleinschalige ontwikkelingsprojecten op te zetten aan de hand van vier onderwerpen: gezondheidszorg en vrouwen; milieu; ruimtelijke ordening; kunst, sport en educatie.
De stedenband ontvangt het grootste gedeelte van haar inkomsten van de gemeente Groningen in de vorm van een exploitatiesubsidie van 40.000 euro per jaar. Dit bedrag is bedoeld om de kosten van het kantoor in Groningen te dekken zoals het loon van de coördinator van de Stedenband en andere bijkomende kosten. Kosten voor faciliteiten zoals telefoon- en computerkosten worden door de Dienst Onderwijs, Cultuur, Sport en Welzijn (OCSW) betaald. Projectgelden moeten zelf ingezameld worden door middel van fondsenwerving, donateurs en andere acties.

### Overige zustersteden
Andere steden waarmee San Carlos een stedenband heeft zijn:
- Albacete (Spanje)
- Badalona (Spanje)
- Bologna (Italië)
- Erlangen (Duitsland)
- Linz (Oostenrijk)
- Neurenberg (Duitsland)
- Witten (Duitsland)